# 124-я отдельная бригада территориальной обороны
124-я отдельная бригада Территориальной Обороны (укр. 124-та окрема бригада Територіальної Оборони, сокр. 124 ОБрТрО, в/ч  А7053) — формирование сил территориальной обороны Украины в Херсонской области.

## История
В Херсонской области с 3 по 12 сентября 2018 года проводился учебный сбор бригады территориальной обороны, в котором приняли участие более 3 тысяч военнообязанных. Военнослужащие на протяжении учебного собрания были привлечены к патрулированию блокпостов, населённых пунктов вместе с военнослужащими Национальной гвардии Украины, а также охраняли стратегические объекты и административные здания на территории области.
С 5 декабря 2018 года в Херсонской области, где объявлено военное положение, в разных населенных пунктах области провели десятидневные тактические учения подразделений 124-й отдельной бригады терробороны.

## Структура
По состоянию на январь 2022 года, бригада содержится в сокращенном составе, так как является кадрированным подразделением. Военнослужащих кадра до 50 человек в батальонах, а в управлении бригады от 85 до 120 человек.
- управление 124-й ОБрТрО (в/ч А7053, Херсон)
- 192-й отдельный батальон территориальной обороны (в/ч А7358, Херсон)
- 193-й отдельный батальон территориальной обороны (в/ч А7359, Берислав)
- 195-й отдельный батальон территориальной обороны (в/ч А7361, Скадовск)
- 196-й отдельный батальон территориальной обороны (в/ч А7362, Новая Каховка)
- рота материально-технического обеспечения
- узел связи
- зенитный взвод